# 第一次バルカン戦争
第一次バルカン戦争（だいいちじバルカンせんそう）は、1912年10月から1913年5月まで行われた、オスマン帝国に対するバルカン同盟（セルビア、モンテネグロ、ギリシャ、ブルガリア）の戦争である。バルカン連合軍は、兵員数でも戦略的にも劣勢なオスマン軍に勝利し、迅速な成功を成し遂げた。戦争の結果、欧州に残るオスマン帝国の領地は殆ど連合軍の手中に収められた。続いてアルバニアの独立にも結び付いた。成功にもかかわらずブルガリアは和平とオスマンの脅威が去ったことで不満を持ち、まもなく第二次バルカン戦争を始め、今度は第一次バルカン戦争の連合軍と闘うことになった。

## 背景

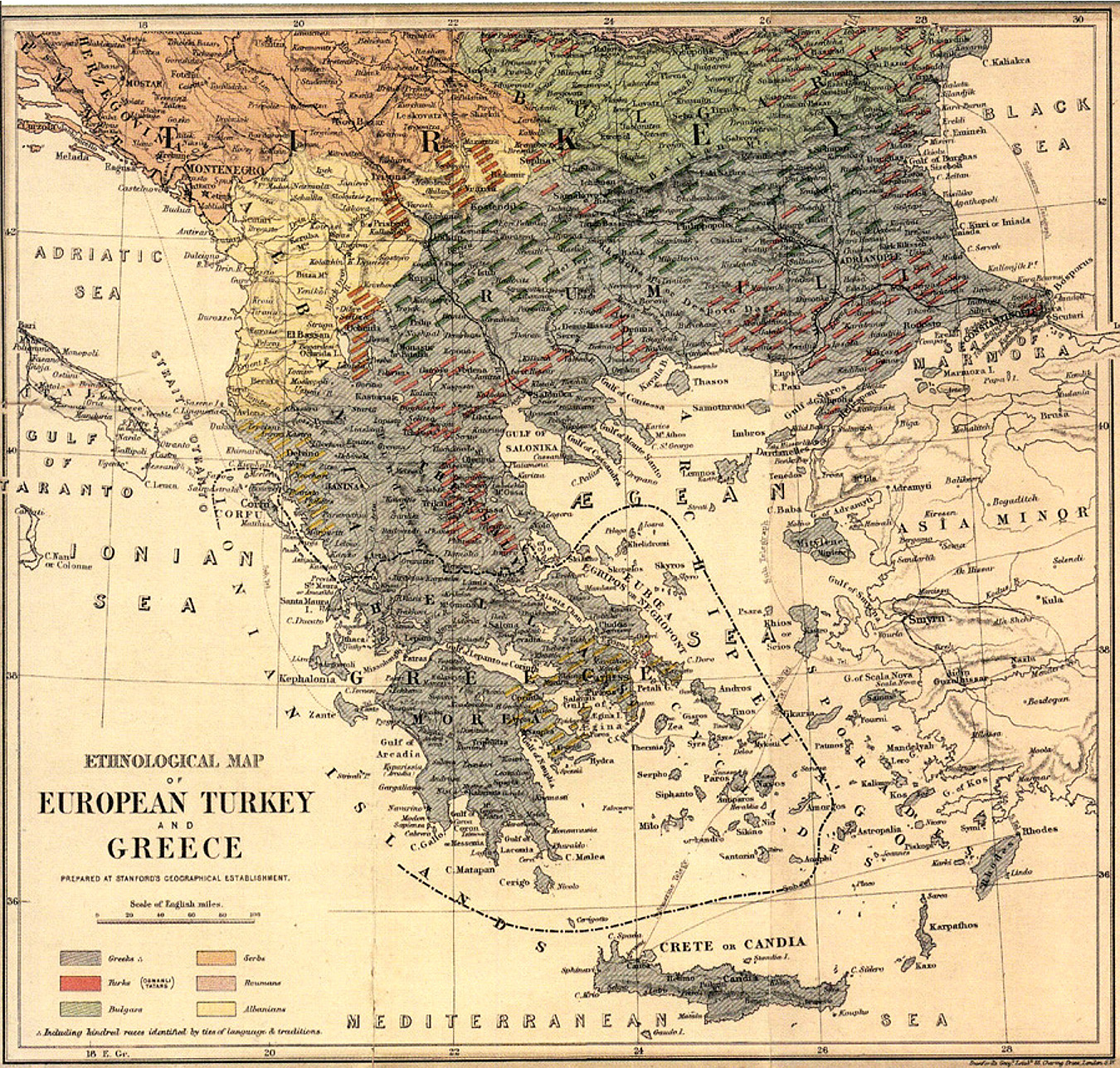
イングランドの地図製作者エドワード=スタンフォードによるバルカン半島の民族構成地図

バルカン諸国はオスマン帝国支配下のルメリア（いわゆる東ルメリ自治州）、トラキア、マケドニアをめぐって緊張関係にあったが、19世紀半ば以降に列強が介入したため、いくぶん緊張は和らいでいた。列強はこれらの地域に対し、キリスト教徒多数派を保護し現状を維持しようとしていたのである。1867年までにセルビアとモンテネグロは事実上独立しており、1878年のベルリン条約でその独立が確認された。1908年7月に青年トルコ革命が発生し、青年トルコ党がスルタンに対して停止中の憲法を復活するよう要求すると、オスマン帝国の支配力には疑問が持たれるようになった。
セルビアはボスニア・ヘルツェゴビナに対して領土的な野心を持っていた。ところが1908年10月のボスニア危機でオーストリアがこの地域を正式に領土に組み込んだ。このため、セルビアの野心は阻止されることとなった。そのためセルビアはこの時期、南方に拡大しようと考えた。一方青年トルコ党は、オーストリアによるボスニア・ヘルツェゴビナの併合後、ボスニアのムスリムをオスマン帝国に移住させようとした。オスマン当局により移住の適地としてムスリムが少ない北マケドニアが選ばれたが、この選択こそが帝国に破滅をもたらした。移住者たちはその地域に住んでいたアルバニア人ムスリムとたやすく融合した。1912年春にアルバニア人たちが反乱を起こすが、その前後の暴動にボスニアからの移住者たちも参加した。政府軍のアルバニア人たちの中からも反乱に荷担するものが出た。
1912年5月、アルバニア人騎兵部隊(ハミディ)の反乱軍が、元スルタンのアブデュルハミト2世を復位させようとして、青年トルコ党軍をスコピエから追放し、南方マナスティル(現在のビトラ)まで進出した。彼らに対し青年トルコ党は1912年6月、広大な地域への影響力ある自治を認めざるを得なかった。セルビアはアルバニアのカトリックやハミディの反乱を軍事的に援助し、主立ったリーダーたちには秘密裏にエージェントを送り、この反乱を戦争の口実にした。セルビア、モンテネグロ、ギリシア、ブルガリアは、すべて、1912年のアルバニア人反乱が起こるよりも前からオスマン帝国に対する攻撃の可能性について議論していた。そしてセルビアとモンテネグロの公的な合意は3月7日に調印されていた。1912年10月18日、セルビアのペータル1世は宣言を発した。「セルビアの人々へ」と題した宣言は、セルビア人と同様にアルバニア人を支援するということを宣言していた：
同盟を模索する際、セルビアはブルガリアとの契約を取り決めるつもりでいた。この二国の合意には、オスマンへの勝利の暁には、ブルガリアはクリヴァ・パランカーオフリドの線よりも南のマケドニアすべてを受け取ることと規定されていた。ブルガリアは、シャール山地の北（すなわちコソヴォ）であればセルビアの拡大を認めることになっていた。その間の地域は「係争中」であると合意された；オスマン朝との戦争が勝利に終わったときにロシアのツァーリによって仲裁されるだろう。戦争が進むに従って明らかになったのは、ペータル１世王が宣言したのと違って、アルバニア人たちがセルビアを解放者とは見なしていないし、セルビア軍がアルバニア人に対する友好という彼の宣言を守ることもなかった、ということだった。
1885年にブルガリアは東ルメリアとの合同のためのクーデターを成功させた。そのため、それ以降ブルガリアはその民族的統一が実現するという夢を見るようになった。この目的のため、ブルガリアは大きな軍隊を作り上げ、「バルカン諸国のプロイセン」と自認するようになった。とはいえブルガリアには単独でオスマン朝との戦争に勝利する力はなかった。
ギリシアでは、軍の将校たちが1909年8月にクーデターを起こし、進歩的なエレフテリオス・ヴェニゼロス政府が樹立された。ヴェニゼロスはクレタ島で見せた政治手腕を買われていたのである。彼らはまた、1897年の希土戦争でのオスマン朝による敗北から立ち直ることを目指した。これを目的として、フランス人軍事顧問団による緊急の軍隊再構成が行われていたが、バルカン諸国での戦争が勃発したため中断した。ギリシアをバルカン同盟に参加させようという議論が行われたが、ブルガリアはセルビアとのマケドニアについての取引と全く違い、領域獲得の区分についてギリシアと約束を取り交わすことを一切拒否した。ブルガリアは外交政策によってセルビアがマケドニアを要求するのを制限しようとしていたが、一方でブルガリア軍ならギリシア軍よりも先にエーゲマケドニアの大部分と重要都市サロニカ（テッサロニキ）を占領することができると信じていたのだ。
1911年にイタリアはトリポリタニア、すなわち現在のリビア侵略に乗り出していた(伊土戦争)。それは即座にエーゲ海にあるドデカネス諸島占領につながった。イタリアがオスマン帝国に対し重大な軍事的勝利をおさめたので、バルカン諸国もオスマンに対する戦争に勝利できるだろうという想像を抱いた。1912年の春や夏までに、キリスト教徒のバルカン諸国は軍事同盟のネットワークを作り上げ、それらがいわゆるバルカン同盟になっていった。
列強、特にフランスとオーストリア・ハンガリーはこれらの同盟に対し戦争勃発を思いとどまらせようとしたが、失敗した。9月の終わりに、同盟とオスマン帝国は軍隊を動員した。まず、モンテネグロが9月25日(ユリウス暦)/10月8日に宣戦布告を行った。受け入れようのない最後通牒をオスマン宮廷に10月13日に送ったあと、ブルガリア、セルビア、ギリシアも10月17日に帝国に宣戦した。おおよそ200-300人のジャーナリストが世界中から訪れ、1912年11月にバルカン諸国における戦争を取材した。

## 戦闘態勢と計画

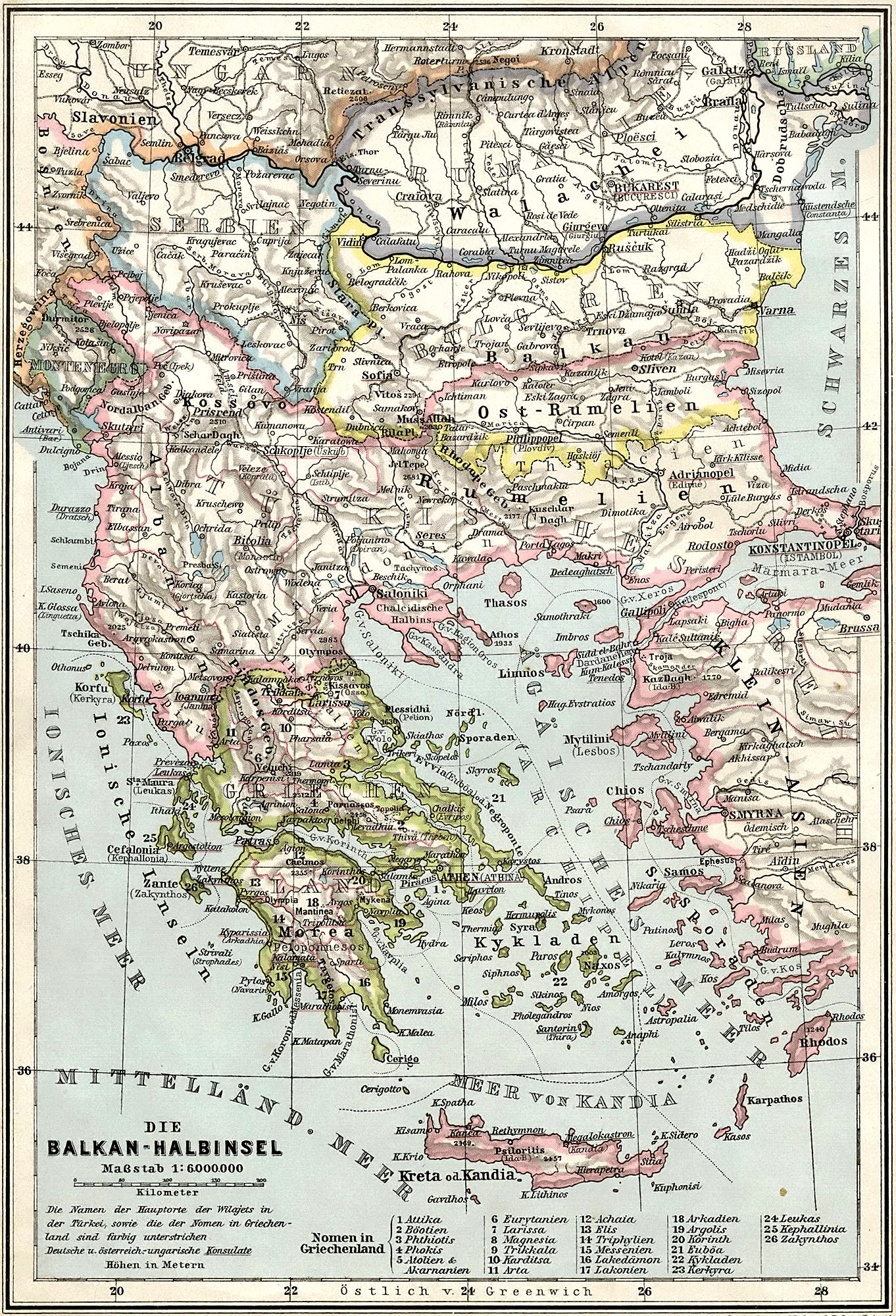
第一次バルカン戦争前のバルカン半島

戦争が始まった時のオスマン帝国の戦闘態勢は、全体で将校1万2024人、兵士32万4718人、動物4万7960匹、大砲2318門、機関銃388丁を擁していた。ここから全部で将校920人と兵士4万2607人が、師団を離れた任務を与えられ、残りの将兵29万3206人が、4軍に分けられた。反対に拡大する戦争前の秘密の解決策が続く中でスラヴ系の3ヶ国連合（ブルガリア、セルビア、モンテネグロ）は、戦争の努力（サンジャク戦区におけるセルビアとモンテネグロ、マケドニア戦区とトラキア戦区におけるブルガリアとセルビア）を整合する大規模な計画を導き出した。ブルガリア軍の大半（34万6182人）は、トラキアのオスマン帝国軍9万6273人と守備隊約2万6000人と戦いながらトラキアを目指していた。残りのオスマン帝国軍約20万人が、セルビア軍（セルビア側のセルビア軍23万4000人とブルガリア軍4万8000人）やギリシャ軍（11万5000人）と戦いながらマケドニアに配備され、ヤニナ (トルコ語名：ヤニヤ、現ヨアニナ、エピルスのギリシャ軍に対するもの）とシュコドラ (古名：スクタリ、トルコ語名：イスケンデリイェまたはイシュコダラ、現シュコダル、北アルバニアのモンテネグロ軍に対するもの）の要塞都市周辺の独立守備隊と共にワルダルとマケドニアのオスマン帝国軍に分割された。

### ブルガリア
ブルガリアは大規模で良く訓練され装備の整った軍隊を擁する4ヶ国で最大の軍事大国であった。ブルガリアは人口430万人から全部で59万9878人を動員した。ブルガリア陸軍は9個歩兵師団、1個騎兵師団、1116個砲兵隊を擁していた。最高司令官は実質的な指揮権は副長ミハイル＝サヴォフ将軍の手にあったとはいえブルガリア王であった。黒海沿岸での作戦を制限されていたブルガリアは、水雷艇6艇という小規模な海軍も所有していた。
ブルガリアの戦争目的は、トラキアとマケドニアであった。3個軍から構成され、トラキアに主要な部隊を配備していた。第1軍（7万9370人）は3個歩兵師団を擁するヴァシル・クチンチェフ将軍が指揮し、トゥンジャ川沿いに作戦を行う目的でヤンボルの南に配備されていた。第2軍（12万2748人）は2個歩兵師団と1個歩兵旅団を擁するニコラ・イワノフ将軍が指揮し、第1軍の西に配備され、強力なアドリアノープル（現エディルネ）要塞を捕獲することを任務としていた。計画によると、第3軍（9万4884人）はラトコ・ディミトリエフ将軍が指揮し、第1軍の東と後方に配備され、オスマン軍側からは見えない騎兵師団により援護されていた。第3軍には3個歩兵師団があり、ストランジャ山を横切りクルク・キリセ (ブルガリア語名：ローゼングラト、現クルクラーレリ)要塞を奪取することを任務としていた。第2師団（4万9180人）と第7師団（4万8523人）は、西トラキアと東マケドニアでそれぞれ作戦行動を行う独立した任務を与えられていた。

### セルビア
ブルガリア軍より数の上ではかなり劣っていたが、セルビア軍の強さは、無視できないものであった。セルビアは前国防大臣ラドミル・プトニクの実戦的な指揮の下で砲228門、10個歩兵師団、2個独立旅団、1個騎兵師団を擁する約23万人を（人口291万2000人のうち）動員した。戦前の図上演習でセルビアの高級指揮部はオスマン帝国ワルダル軍に対する決定的な戦闘を行うのに相応しい場所がスコピエ前面のオヴチェ・ポーリェ (Ovče Polje, Ovče Pole, トルコ語名：Ovçebol, オスマン語旧名：Ofçabolu)と呼ばれる丘陵であると踏んでいた。それ故、師団と独立旅団が、ノヴィ・パザル郡のモンテネグロと協同していたとはいえ、スコピエ方面に優位に3個軍団を形成していた。
スコピエ方面の中心を形成する第1軍（13万2000人）は、ペータル・ボヨヴィッチ将軍が指揮し、数の上では最大の軍であった。第2軍（7万4000人）はステパ・ステパノヴィッチ将軍が指揮し、1個セルビア師団と1個ブルガリア（第7リラ）師団からなっていた。軍の左翼を形成し、ストラツィン村方面に向かっていた。ブルガリア師団を含んでいたのは、戦前のセルビア軍とブルガリア軍の協定によるものであるが、ブルガリアの高級指揮部の指揮のみを受けるこの師団は、戦争が始まったとたんステパノヴィッチ将軍の命令に従うことを止めた。第3軍（7万6000人）はボジダル・ヤンコヴィッチ将軍が指揮し、軍の右翼に位置し、コソヴォを解放する任務を帯び、予想されるオヴチェ・ポーリェでの戦いに参加することになった。セルビアとオーストリア＝ハンガリー国境にまたがる北西セルビアにはミハイル・ジフコヴィッチ将軍のイバル軍（2万5000人）とミリヴォイェ・アンジェルコヴィッチ中佐のヤヴォル旅団（1万2000人）の2個部隊が集結していた。

### ギリシャ

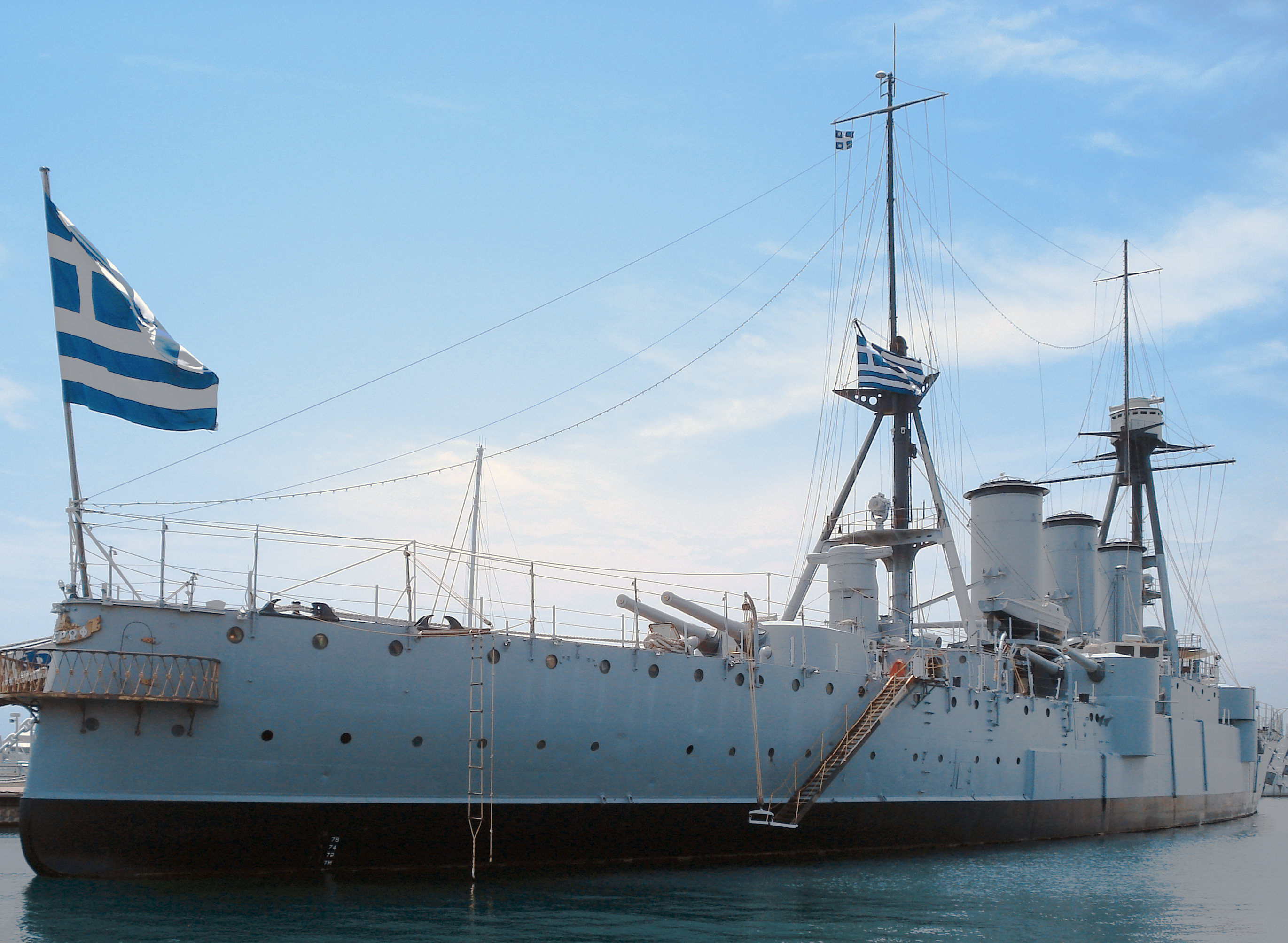
ギリシャ海軍の旗艦だった装甲巡洋艦「イェロギオフ・アヴェロフ」の現在の艦影。第一次バルカン戦争時、参戦国の海軍の中で最新鋭の軍艦であり、エーゲ海での戦闘では決定的な役割を果たした。

人口266万6千人のギリシャは、バルカン同盟の主要三国では最弱とみなされていた。最も小規模な陸軍しか持たず、しかも16年前の希土戦争ではオスマン軍の前にあっけなく破れ去っていたからである。しかし、ギリシャの海軍は有力であり、オスマン軍のアジア側からヨーロッパ側への増援部隊の海上輸送を阻止しうる能力を、バルカン同盟各国の中で唯一持っていた。これはバルカン同盟側にとって極めて重要な要素であった。「ギリシャは兵力60万人分の貢献が可能である」と、同盟加入交渉のため派遣されたギリシャの大使はソフィアで語っている。いわく「20万人が野戦に動員でき、そして艦隊によってオスマン軍40万人のサロニカ・ガリポリ半島間への上陸を食い止められる」と。

開戦当時、ギリシャ陸軍は、1911年から始まったフランスの軍事援助の下で再建途中であった。動員後、ギリシャ陸軍は2個軍に分割された。うちテッサリア軍は、王太子（後のコンスタンティノス1世）を軍司令官、パナギオティス・ダングリス Panagiotis Danglis中将を参謀長とする建前であったが、実際の組織運用や作戦上の意思決定はイオアニス・メタクサス少佐（後に将軍）が担っていた。隷下には7個歩兵師団と1個騎兵連隊、4個独立エウゾネス (en) 大隊があり、兵力約10万人であった。テッサリア軍の任務は、要塞化されたオスマン帝国国境を突破してマケドニア中部および南部に進撃し、サロニカとモナスティル（現ビトラ）を占領することにあった。
もうひとつのイピロス軍は、8個大隊編制の計10,000-13,000人から成り、コンスタンティノス・サプンツァキス Konstantinos Sapountzakis中将を軍司令官としてイピロスへと侵攻する任務が与えられた。といっても高度に要塞化されたイピロスの中心都市ヨアニナの攻略までは難しいため、当面はオスマン軍を牽制してひきつけることが目的とされ、テッサリア軍の任務完了後に増援を得る計画であった。
ギリシャ海軍は、おびただしい数の新型艦の輸入と1911年からのイギリスの援助下での改装により、比較的近代的な戦力を持っていた。主力は1910年進水の高速の装甲巡洋艦「イェロギオフ・アヴェロフ」であった。また、1912年と1906年にそれぞれ8隻ずつ建造した近代的な駆逐艦も保有していた。その他の主力艦は旧式ではあったが、これらの訓練が行き届いた新鋭艦の存在によってエーゲ海での制海権を確保することができていた。艦艇の大半はエーゲ海艦隊に属し、優れた提督であるパヴロス・クンドゥリオティス (en) 少将の指揮下にあった。別に、駆逐艦や水雷艇から成るいくつかの小規模な任務部隊が、エーゲ海やイオニア海でのオスマン帝国の小艦船掃討のため編成された。

### モンテネグロ
モンテネグロ人は鍛え抜かれた経験豊かな戦士として名高いが、モンテネグロ軍は小規模で旧式な状態であった。モンテネグロは、動員が完了した10月第1週の時点で、44,500人の兵力を25万人の人口から整えた。118門の火砲と3万6千丁の小銃、44丁の機関銃を装備しており、各3個旅団編制の4個師団を構成した。名目上の統帥権者は国王ニコラ1世で、実際の最高指揮は総参謀長のLazarović将軍が担当した。モンテネグロの主要な戦争目的はシュコドラ県の主要都市の占領で、ついでノヴィ・パザルへの作戦が予定された。

### オスマン帝国

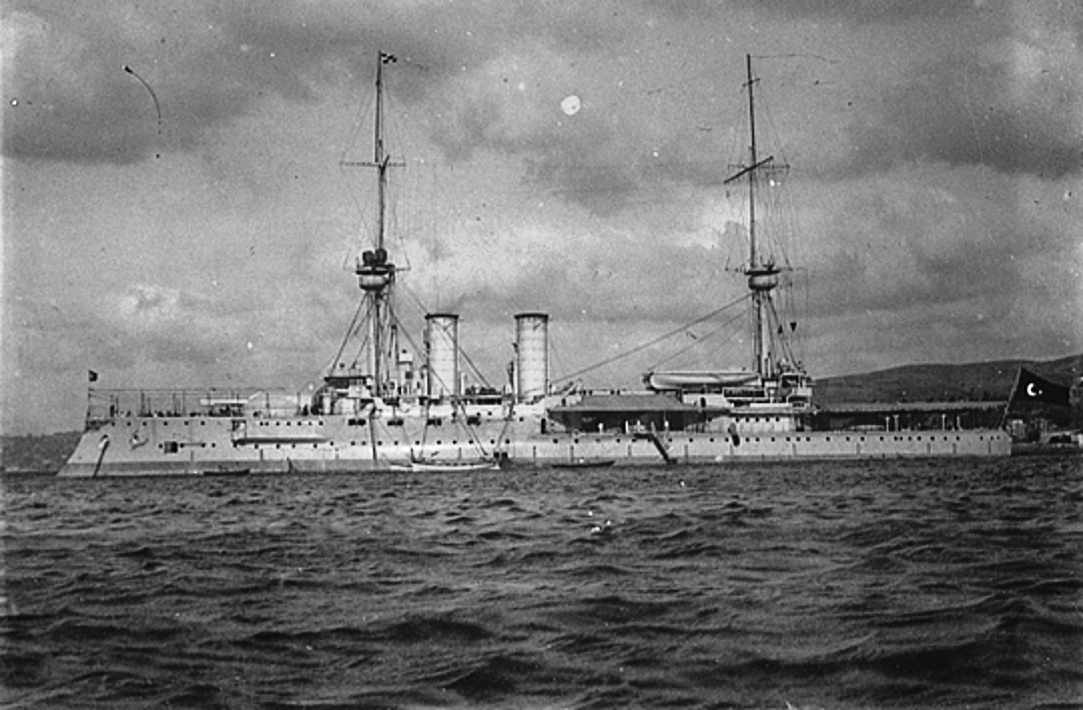
トゥルグート・レイス級装甲艦の「バルバロス・ハイレッディン」（オスマン帝国海軍旗艦）。本艦及び同型の「トゥルグート・レイス」の2隻は元ドイツ海軍の前弩級戦艦で、強力な装甲とギリシャ艦「アヴェロフ」を上回る主砲を備えていたが、最高速力において5ノットも遅かった。

1912年当時、オスマン帝国は困難に直面していた。総人口は2600万人を誇ったが、そのうちヨーロッパ側に居住するのは613万人のみで、しかも兵役に適さないキリスト教徒が多くを占めており、イスラム教徒は230万人に過ぎなかった。アジア側からヨーロッパ側へ兵力を移送しようにも、交通網の整備は不十分で、特にアジア側で整備が遅れていた。したがって海上輸送に頼るしか無い状態であったが、これもエーゲ海に展開するギリシャ海軍の存在に脅かされていた。そのうえ伊土戦争がリビア及びエーゲ海のドデカネス諸島を戦場に継続中で、オスマン帝国軍は対イタリアの防衛戦に重点を置かねばならなかった。伊土戦争の停戦は第一次バルカン戦争勃発後の10月15日になってからであったため、それまでのバルカン半島情勢の緊張の高まりにもかかわらず、オスマン帝国は有力な増援部隊を事前にバルカン半島に配備することはできなかったのだった。
オスマン帝国軍の戦力発揮は、青年トルコ人革命と1909年の反動クーデター「3月31日事件」という国内騒乱によっても妨げられていた。ドイツの支援により陸軍の近代化努力が行われつつあったが、いまだ完成にはいたっていなかった。常備軍「ニザーム」は優秀な装備と十分な訓練が施され、常備師団へと編成されていたが、これを補完するレディフ (予備) 部隊は砲兵を典型として装備が不完全で練度も低かった。
オスマン帝国陸軍はヨーロッパ側にマケドニア、ワルダル、トラキアの3個軍を置き、計1,203門の野戦砲と1,115門の要塞砲を配備していた。西部軍集団のマケドニア駐留軍には兵力20万人以上があって、ギリシャ及びセルビア・モンテネグロの軍勢に対峙し、トラキア駐留の第1軍は11万5千人以上の兵力でブルガリア陸軍に対抗した。
トラキア駐留軍はナーズム・パシャを軍司令官として7個軍団から成り、隷下に11個常備歩兵師団と13個予備師団、1個師団以上の騎兵を擁した。
- 第1軍団：3個師団 - 第2歩兵師団（1個連隊欠）、第3歩兵師団、第1地域師団
- 第2軍団：3個師団 - 第4歩兵師団（1個連隊欠）、第5歩兵師団、ウシャク予備師団
- 第3軍団：4個師団 - 第7・第8・第9歩兵師団（各1個連隊欠）、カラヒサール予備師団
- 第4軍団：3個師団 - 第12歩兵師団（1個連隊欠）、イズミト予備師団、ブルサ予備師団
- 第17軍団：3個師団 - サムスン、エレーリ、イズミル の各予備師団
- アドリアノープル (今日のエディルネ)要塞地帯：6個師団強 - 第10・第11歩兵師団、アドリアノープル、ババエスキ、ギュムルジネ (今日のコモティニ) の各予備師団、要塞師団、第4歩兵連隊、第12騎兵連隊
- クルジャアリ (今日のクルジャリ)支隊：2個師団強 - クルジャアリ予備師団、クルジャアリ防衛師団、第36歩兵連隊
- 独立騎兵師団、第5軽騎兵旅団

西部軍集団（マケドニア駐留軍及びワルダル駐留軍）は10個軍団編制で、隷下に32個歩兵師団と2個騎兵師団を擁した。
ワルダル駐留軍は、対セルビア戦用で、スコピエに司令部を置いていた。ハレプリ・ゼキ・パシャを軍司令官とし、5個軍団編制で、以下のように18個歩兵師団と1個騎兵師団、2個独立騎兵旅団から成っていた。
- 第5軍団：4個師団 - 第13・第15・第16歩兵師団、イシティプ (今日のシュティプ)予備師団
- 第6軍団：4個師団 - 第17・第18歩兵師団、モナスティル (今日のビトラ)予備師団、ドラマ予備師団
- 第7軍団：3個師団 - 第19歩兵師団、ウスクブ予備師団、プリシュティネ予備師団
- 第2軍団：3個師団 - ウシャク、デニズリ、イズミル予備師団
- サンジャク軍団：4個師団 - 第20歩兵師団（1個連隊欠）、第60歩兵師団、ミトロヴィチャ (今日のミトロヴィツァ)予備師団、タシュルジャ (今日のプリェヴリャ)予備師団、フェリゾヴィク支隊、タシュルジャ支隊
- 独立騎兵師団、第7騎兵旅団、第8騎兵旅団

マケドニア駐留軍は、アリ・ルザー・パシャを軍司令官とし、司令部をサロニカに置いた。隷下部隊は14個師団で、5個軍団を構成し、以下のようにギリシャとブルガリア、モンテネグロの軍勢に対抗した。
対ギリシャ：7個師団
- 第8軍団：3個師団 - 第22歩兵師団、ナスリチ予備師団、アイドゥン予備師団
- ヤニヤ (今日のヨアニナ)軍団：3個師団 - 第23歩兵師団、ヤニヤ予備師団、ビザニ要塞師団
- 独立部隊 - セラーニク予備師団、カラブルン支隊

対ブルガリア（西南マケドニア地域）
- ウストゥルマ軍団：2個師団 - 第14歩兵師団、セレズ (今日のセレス)予備師団、ネヴレコプ (今日のゴツェ・デルチェフ)支隊

対モンテネグロ：4個師団強
- イシュコドラ軍団：2個師団強 - 第24歩兵師団、エルバサン予備師団、イシュコドラ要塞地帯、イペキ (今日のペヤ)支隊
- 独立軍団：2個師団 - 第21歩兵師団、ピールゼリン (今日のプリズレン)予備師団

動員計画によると、西部軍集団の総兵力は59万8千人であった。しかし、動員作業の遅れと貧弱な鉄道輸送力のために実数はこれを下回り、西部軍集団の参謀によると、開戦時点では20万人のみが使用可能であった。開戦後にも補充はされたものの、戦闘による消耗もあったため、西部軍集団の定数が満たされることは無かった。このほか、戦時中にはシリア駐留の常備軍と予備軍を派遣することが計画された。しかし、ギリシャ海軍が制海権を握ったため、これらの増援部隊派遣は実現しなかった。陸路での派遣も試みられたが、ほとんどは間に合わなかった。
オスマン帝国軍の最高司令部は、ドイツ軍事顧問団の助言を受けて、12パターンの仮想敵国の組み合わせに対して反撃作戦計画の立案に取り組んでいた。このうちのブルガリア、ギリシャ、セルビア及びモンテネグロとの交戦を想定した第5計画は、検討がかなり進んだ段階にあり、地域ごとの作戦計画立案のために各軍司令部へと伝達済みであった。

## 戦闘経過
モンテネグロは、1912年10月8日（ユリウス暦9月25日）にオスマン帝国に対し宣戦布告し、第一次バルカン戦争が開始された。

### ブルガリア戦域

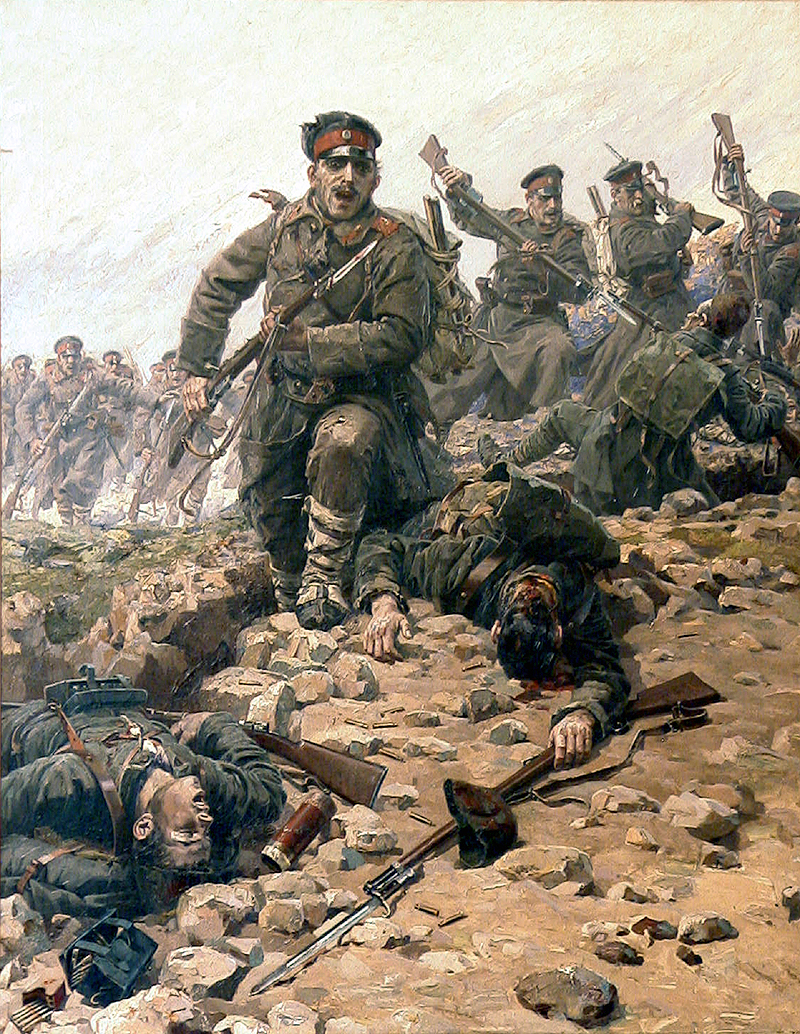
オスマン軍の陣地を突破するブルガリア軍を描いた「銃剣で」。チェコの画家ヤロスラフ・ヴェシン (en)作。

トラキア戦線のオスマン帝国軍は、敵戦力の見積もりに関するインテリジェンス上の誤りから、危機に陥っていた。オスマン帝国側は、マケドニア戦線に関するブルガリアとセルビアの政治上及び軍事上の秘密協定に気付いておらず、マケドニア戦線に主力を配備したままであった。当時のオスマン帝国政府に最も強い影響力を有した一人であるドイツ大使のハンス・ヴァンゲンハイム（en）は、オスマン帝国側の情勢判断について、ブルガリア軍の主力はセルビア軍とともにマケドニア戦線に投入されると予想している旨を、10月21日にベルリンへと報告している。その後、オスマン帝国軍のアブドゥッラー・パシャの司令部は、トラキアのアドリアノープル（エディルネ）東方で遭遇するだろうブルガリア軍の戦力を、3個歩兵師団と支援騎兵だけと推定していた。軍事史家エドワード・エリクソンによれば、こうしたオスマン帝国側の想定は、バルカン同盟の戦争目的に対する分析結果に基づくものであったと思われる。しかし、これはトラキアのオスマン帝国軍にとっては致命的な判断であり、絶望的な戦力比でブルガリア軍主力を迎え撃たねばならない結果となった。また、この誤った情勢判断は、トラキア戦線におけるオスマン帝国軍の初期の戦略方針が、破滅的なばかりに攻撃的となったことの原因でもあった。

#### ブルガリア軍の攻勢とチャタルジャへの進撃
トラキア戦線において、ブルガリア軍は兵力346,182人を投入し、トラキア東部のオスマン帝国第1軍105,000人および西部のクルジャアリ支隊24,000人と戦った。ブルガリア軍の戦闘序列は、トラキア東部には第1軍（ヴァシル・クチンチェフ中将）、第2軍（ニコラ・イワノフ中将）、第3軍（ラトコ・ディミトリエフ中将）の計297,002人、西部には第2師団（スティリヤン・コヴァチェフ将軍）基幹の49,180人（うち常備軍33,180人、その他16,000人）であった。
最初の大きな戦闘は、アドリアノープルとクルク・キリセ (今日のクルクラーレリ)を結ぶ防衛ラインで起きた。ブルガリア第1軍と第3軍の計174,254人が、オスマン帝国の東部軍96,273人を、ゲチケンリ、スュルオール、ペトラ近郊で打ち破った。この地域にいたオスマン帝国第15軍団は、ギリシャ軍の上陸作戦に備えるためとしてガリボリ半島へと急遽引き抜かれてしまったが、実際にはそのような上陸作戦は実行されなかった。第15軍団の転出によりアドリアノープルとディメトカ (en)の間が無防備となってしまったため、代わりに東部軍隷下の第4軍団が配置された。これら2個軍団の東部軍の戦闘序列からの離脱の結果、トラキア戦線のオスマン帝国軍は2つに分断されてしまった。アドリアノープルの要塞部隊61,250人は孤立してしまい、アドリアノープルの戦い（en）とクルクラーレリの戦い（en）では、ブルガリア第3軍に圧倒されて、さしたる抵抗もできないまま敗北した。ギリシャ海軍がエーゲ海の制海権を握っていたため、戦争計画にあったシリアおよびパレスチナからの軍団の海上輸送は実行できなかった。ギリシャ海軍は、3個軍団というオスマン帝国陸軍の有力な戦力を無力化したことで、間接的ながら決定的な役割を、最重要な緒戦であるトラキア戦線に関して果たしたのである。さらに、ギリシャ海軍は、マケドニアでの作戦が峠を越えた後、ブルガリア第7師団“Rila”に属する48,000人のブルガリア兵をマケドニアからトラキアに急速輸送することで、より直接的な貢献もしている。
クルクラーレリの戦いの後、ブルガリア軍上層部は数日間待機を命じたため、オスマン帝国軍はルレブルガズ-カラアーチ-ブナルヒサールを結ぶ新たな防衛線を構築することができた。しかし、ブルガリア軍は、第1軍団と第3軍団の歩兵107,386人と騎兵3,115騎、機関銃116丁と火砲360門の戦力で攻撃を再開すると、増援を受けて歩兵126,000人と騎兵3500騎、機関銃96丁と火砲342門を集めていたオスマン軍を撃破し、マルマラ海に到達した。この会戦は、ヨーロッパでは普仏戦争終結以来最大の戦いであり、また第一次世界大戦まではこれを超える規模の戦いは無かった。敗れたオスマン軍は、チャタルジャに最終防衛線を引き、首都イスタンブールのある半島防衛を図った。アジア側からの増援部隊も到着したおかげで、オスマン帝国軍はブルガリア軍の進撃を阻止することに成功した。この防衛線の陣地は、1877年の露土戦争中からドイツ人技師フォン・ブルーム・パシャ（von Bluhm Pasha）の設計で建設されていたものであったが、1912年当時にはすでに老朽化していると思われていた。
これらの戦いの間、ブルガリアの第2トラキア師団指揮下の4,9180人は、ハスコヴォ縦隊とロドピ縦隊に分かれて、エーゲ海へと進撃していた。対するオスマン軍のクルジャアリ支隊（クルジャアリ予備師団、クルジャアリ防衛師団および第36連隊の計24,000人）は、サロニカとデデアーチ（現・アレクサンドルーポリ）を結ぶ鉄道線をまたぐ400kmの戦線を防衛する任務を与えられていたが、満足な抵抗はできなかった。11月26日には、オスマン側司令官のヤーヴェル・パシャが部下の将兵10,131人とともに捕虜となった。クルジャアリ支隊の降伏は、ギリシャ軍のサロニカ占領と合わせ、マケドニア戦線のオスマン帝国軍のトラキア駐留軍からの完全な分断へとつながった。
1912年11月17日（ユリウス暦11月4日）、ブルガリア軍はチャタルジャ防衛線への総攻撃を開始した。このときロシア政府は、ブルガリアに対して、もしもイスタンブールを占領するようなことがあればブルガリアに対して開戦する旨の警告を発していたが、それにもかかわらず攻撃は断行された。これは、ブルガリアの指導者たちに現実的な思考が欠けていたことを示す兆候であった。ブルガリア軍の攻撃兵力は176,351人と火砲462門で、守備するオスマン軍の140,571人と火砲316門よりも優勢であったが、オスマン帝国軍は攻撃を撃退することに成功した。
1912年12月3日（ユリウス暦11月20日）にオスマン帝国とブルガリアの間で休戦協定が成立し、その後にセルビアとモンテネグロも続いた。ロンドンで講和交渉が始められた。ギリシャも交渉には参加したが、内心では講和に応じるつもりは無く、エピルス方面での作戦を継続していた。その後、1913年2月5日（ユリウス暦1月23日）にオスマン帝国でエンヴェル・パシャによるクーデターが発生し、キャーミル・パシャ（en）政権が倒されると、講和交渉は決裂した。2月16日、休戦期間が終わり、再び戦闘が始まった。

#### オスマン帝国の反撃の失敗とアドリアノープルの陥落
2月20日、オスマン帝国軍は、チャタルジャと南方のガリボリ半島の2方向から反撃を始めた。ガリボリ半島で孤立していた約3万人のオスマン軍のうち約15,000人が、火砲36門に支援されて、南方のボラユル（ガリボリ半島の地峡部の都市）へ出撃。これと同時に第10軍団に属する19,858人と火砲48門がシャルキョイ（en、現テキルダー県の都市）に上陸した。この2つの攻撃は海軍艦艇の支援も受けていた。オスマン帝国側の狙いは、包囲陣に圧力をかけることで間接的にアドリアノープルを助けることにあった。当面の敵兵力は10,000人と火砲78門であった。このほかにこの地域にはブルガリア軍の新編成した第4軍（スティリヤン・コヴァチェフ en将軍）の92,289人が展開していたのであるが、オスマン側は気付いていなかったようである。幅1800mと狭い地峡へのオスマン軍の攻撃は、厚い霧と強力なブルガリア軍の砲撃及び機関銃弾によって阻止された。そして、ブルガリア軍の逆襲により撃退され、その日の終わりには元の位置に戻ることになった。その間にシャルキョイへ上陸したオスマン帝国第10軍は、2月23日（ユリウス暦2月10日）までは前進を続けられたが、ブルガリア軍のコヴァチェフ将軍の送った増援部隊によって阻止された。両軍とも損害は軽かった。ボラユル方面での攻撃が失敗すると、2月24日にオスマン帝国第10軍は元の輸送船へと乗船して、ガリボリ半島へと撤退した。 
他方、チャタルジャで行われた、ブルガリア側主力の第1軍及び第3軍に対する反撃は、わずか1個師団のみで開始された。当初の狙いはガリボリ半島・シャルキョイ方面での反攻を支援するため、ブルガリア軍をひきつけることにあった。ところが、この攻撃は思いがけない成功を収めた。戦線の北部でブルガリア軍は15kmも後退させられ、南部では20km以上も押し込まれて第二線陣地への撤退を余儀なくされたのだ。ガリボリ半島方面での反攻が失敗に終わると、オスマン軍はチャタルジャ線を離れるのを嫌って部隊を停止させたのであるが、ブルガリア軍は数日経ってからようやく敵の攻撃が止んだのに気付いた。2月15日までに再び戦線は膠着状態となったが、休戦発効までの間は衝突が続いた。この攻勢は、オスマン軍がブルガリア軍に大損害を与えて戦術的勝利を収めた。もっとも、戦略的にみるとガリボリ半島方面での攻撃は失敗し、アドリアノープルの救援も実現しなかったことから、オスマン帝国軍の敗北と言える。

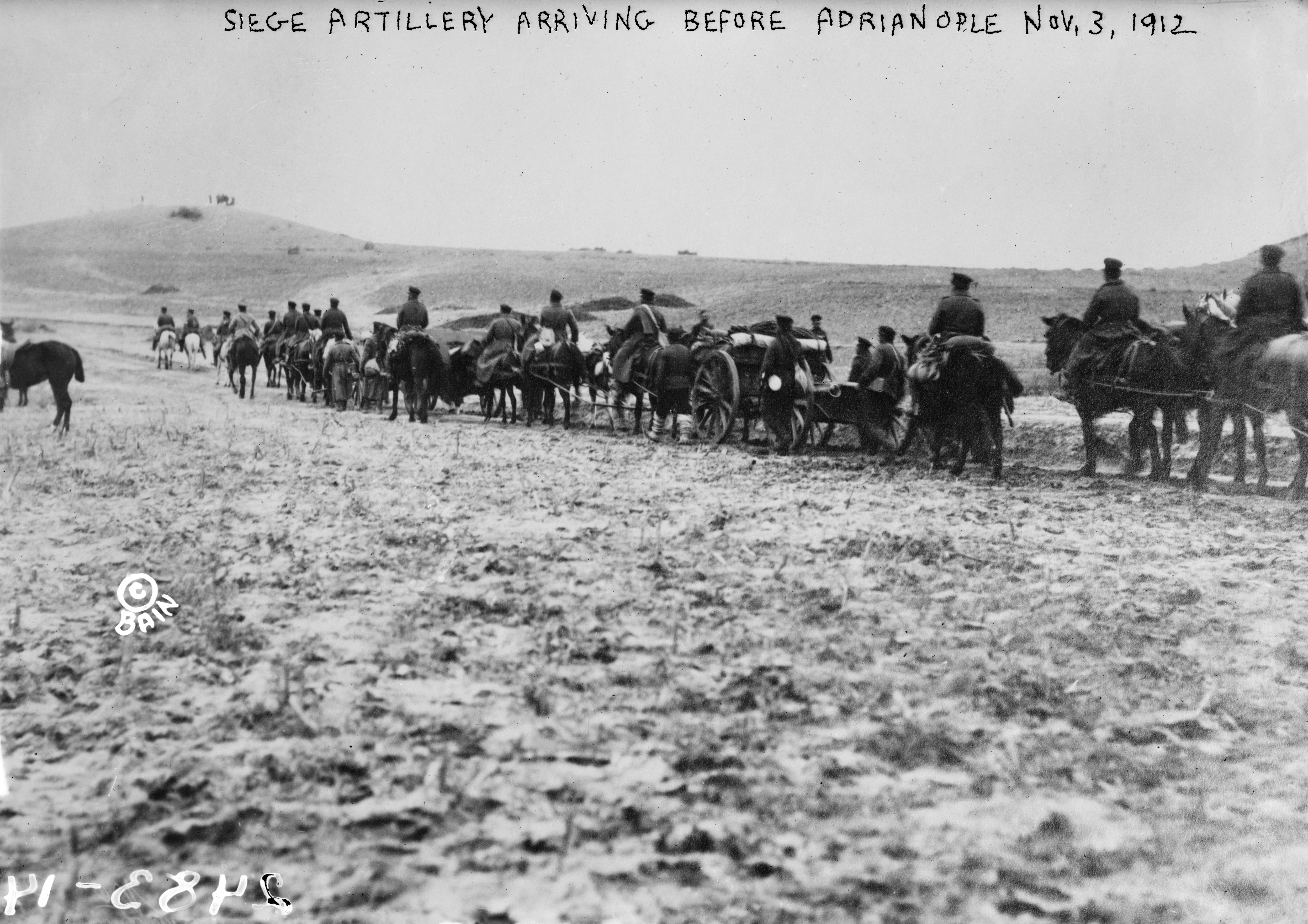
アドリアノープル攻略へ向かう攻城砲部隊（1912年11月3日）

シャルキョイ-ボラユル方面での反攻の失敗が、アドリアノープルの運命を決めた。3月11日、バルカン同盟軍の最後のアドリアノープル総攻撃（en）が始まった。ゲオルギ・ヴァゾフ (Georgi Vazov)将軍率いるブルガリア第2軍の153,700人と、セルビア軍2個師団計47,275人が、多大な犠牲を払いながらアドリアノープル市街を占領した。同盟軍側の損害は、ブルガリア軍8,093人とセルビア軍1,462人に上った。ブルガリア軍の包囲戦開始以来の総損害は18,282人にも達した。オスマン軍の損害は、包囲戦開始以来で戦死者13,000人で、負傷者数は不明、19,750人が捕虜となった。R.C. HallとE.J. Ericksonによれば、この厖大な死傷者は必ずしも必要ではなかったのではないかという。彼らによると、損害が多数となった原因は主に政治的判断と、フェルディナンド1世たちブルガリアの指導者たちの一部が国家の威信を過度に意識したことにある。もし急がず包囲を続けていても、食糧不足からアドリアノープルはいずれ陥落を免れなかったはずである。この戦いのもたらした最大の影響は、オスマン帝国軍の指揮官たちが、戦争の主導権を手にすることをあきらめたということにある。以後、オスマン軍の戦いぶりは常に精彩を欠くことになった。

### ギリシャ戦域

#### マケドニア戦線

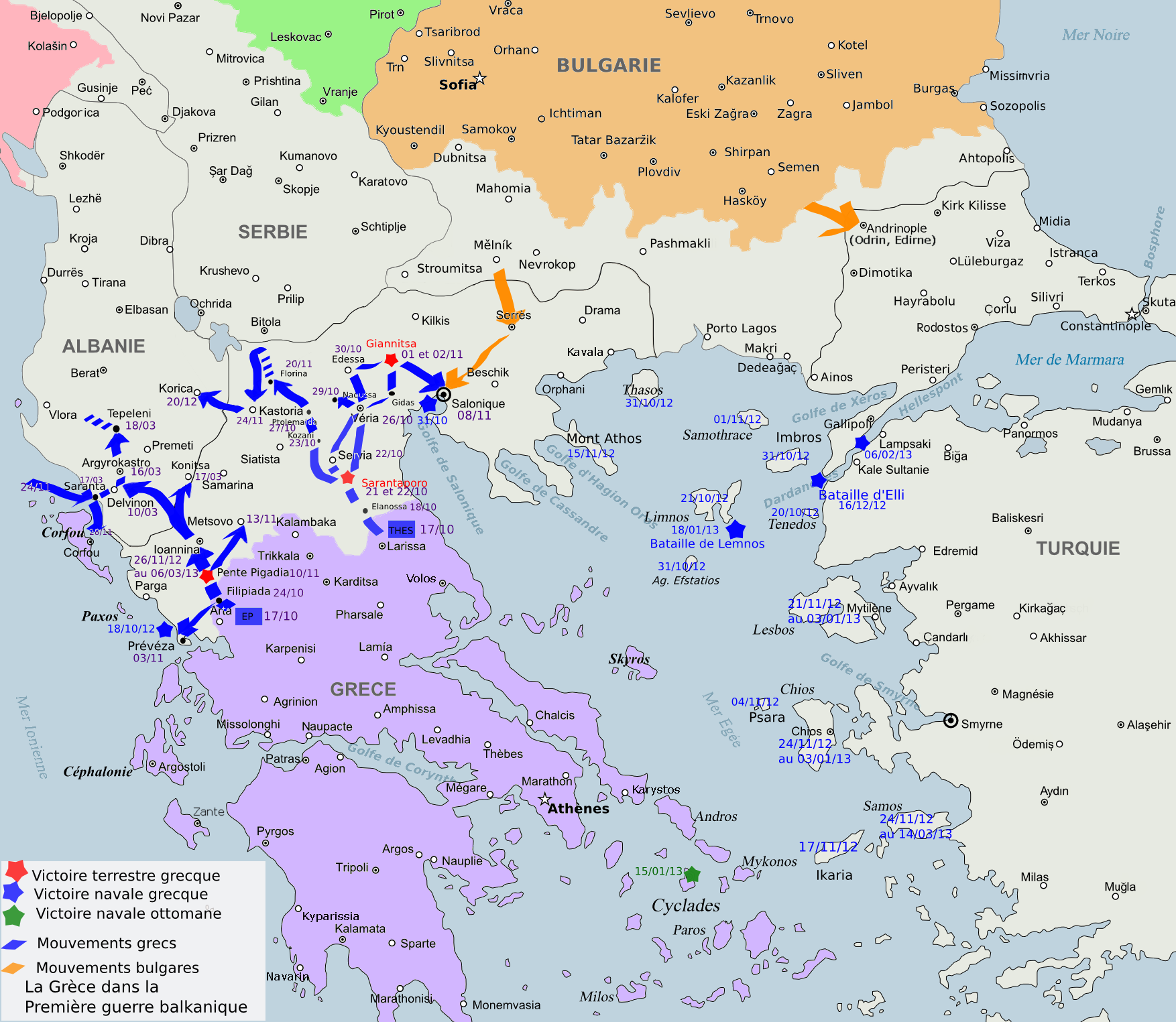
第一次バルカン戦争でのギリシャ軍の行動。ただし、国境線は第二次バルカン戦争後のもの。

オスマン帝国のインテリジェンスは、ギリシャの作戦方針についての予測でも、破滅的なほどの誤ちを犯していた。オスマン帝国軍の参謀たちは、ギリシャ軍の侵攻は、マケドニア戦線とイピロス戦線の双方から同戦力で行われるものと予想していた。そのため、オスマン帝国第2軍司令部は、隷下7個師団を、それぞれイピロスとマケドニア南部にいるヤンヤ軍団と第8軍団へ均等に振り分けていた。これは西部軍集団にとって致命的な決断だった。マケドニア戦線の主要3拠点の戦略的中核であるサロニカの早期陥落を招き、その時点で敗北を事実上決定してしまったのである。対するギリシャ軍は、同じく7個師団を持っていたが、その全てをマケドニア戦線のオスマン帝国第8軍団にぶつけ、イピロス戦線には計1個師団相当の独立大隊群を向けたにすぎなかったのであった。当然、ギリシャ軍は、オスマン帝国第8軍団に対して優位に立ったのであった。

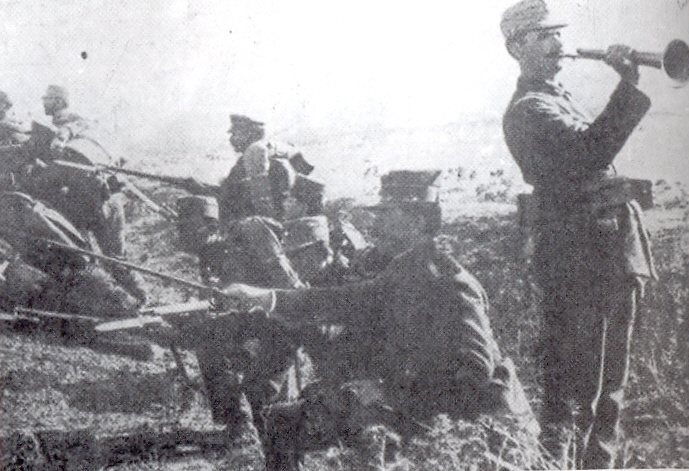
イェニジェの戦いにおけるギリシャ軍歩兵。

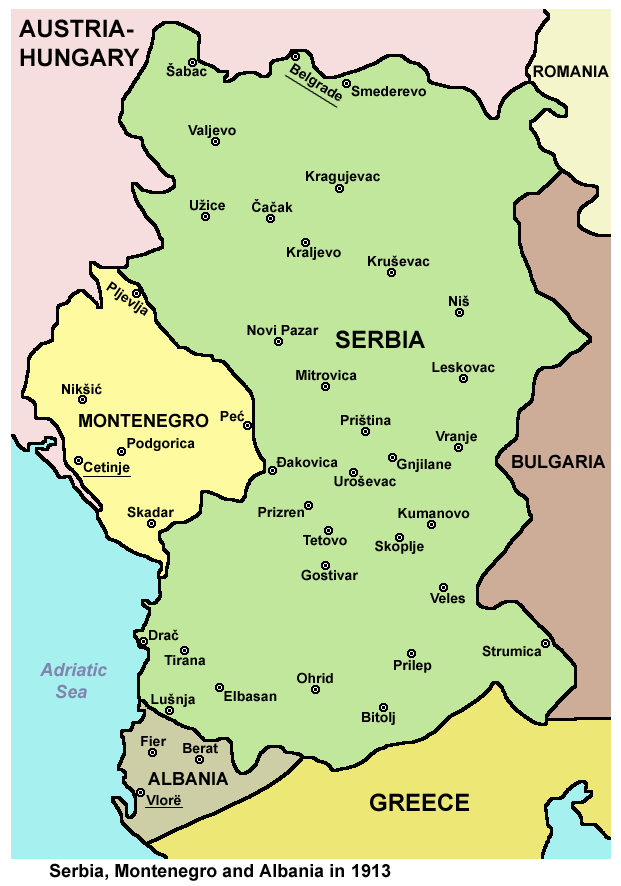

宣戦布告と同時に、ギリシャのテッサリア軍は王太子に率いられて北部へと進軍し、サランダポロンの戦いでオスマン軍の防衛線を突破、サランタポロ（en、現在のラリサ県の都市）へと向かった。1912年11月2日（ユリウス暦10月20日）のイェニジェの戦いでもギリシャ軍が勝利を収めた後、オスマン軍サロニカ守備隊26,000人は降伏し、同年11月9日（ユリウス暦10月27日）にサロニカ市は陥落した。かくてオスマン側では、ウストゥルマ軍団と第8軍団の司令部および2個正規師団（第14師団・第22師団）、4個予備師団（サロニカ、ドラマ、ナスリチ、セレズ）が戦線から脱落した。しかもサロニカは西部軍集団の主たる兵器集積所であったため、70門の火砲と30丁の機関銃、70,000丁の小銃までもが失われた。オスマン側の記録によると、マケドニア南部での戦死者は15,000人、人的損害は全部で41,000にも及んだ。マケドニアのオスマン軍の壊滅は、北でセルビア軍と交戦中のワルダル軍の運命をも決した。サロニカの陥落でワルダル軍は戦略的に孤立状態となり、補給も増援も断たれて、壊滅を待つのみとなったのである。
イェニジェの戦の結果を知るや、ブルガリア軍司令部は、リラ第7師団を北方からイェニジェ（en）へと急派した。1週間後に同師団は目的地へと着いたが、前日にギリシャ軍が進駐して守備隊が降伏した後であった。その後、11月10日までギリシャ軍は占領地を拡大し、ドイラン湖（en）から、カヴァラの西のパンガイオン山 (en)まで制圧した。しかし、マケドニア西部では、ギリシャ軍とセルビア軍の司令部間の協力が欠けていたため、1912年11月15日（ユリウス暦11月2日）のソロヴィッチの戦いでギリシャ軍が敗れて押し戻されることになった。これは、ギリシャ第5師団が、オスマン帝国第6軍団と遭遇戦になった戦いである。オスマン第6軍はセルビア軍とピルレペ (現プリレプ)での戦いで負けてアルバニアへ撤退中の部隊であったが、ギリシャ軍はその存在を知らされておらず、第5師団は孤立状態に陥ってしまった。優勢なオスマン軍の反撃がモナスティルに向けられ、ギリシャ軍は撤退に追い込まれた。結果的に、セルビア軍がモナスティルからギリシャ軍を叩きだしてしまったといえる。

#### イピロス戦線
イピロス戦線では、ギリシャ軍は劣勢な兵力で開戦を迎えたが、オスマン帝国軍の消極的な対応のため、1912年10月21日にプレヴェザの占領に成功し、ついでヨアニナへ向かって北進を続けた。11月5日にはケルキラ（コルフ）から出撃したギリシャ軍小部隊が、ヒマラの海岸に上陸し、さしたる抵抗を受けずに占領した。さらに、11月20日には、マケドニア西部から侵入したギリシャ軍がコルチャへと入城した。しかしながら、ギリシャ軍のイピロス戦線の初期兵力では、ビザニに築かれたドイツ式要塞を攻め落とすことはできず、ビザニ防衛線に守られたヨアニナへは進軍できなかった。ギリシャ軍は停止して、マケドニア戦線からの増援部隊を待つことになった。

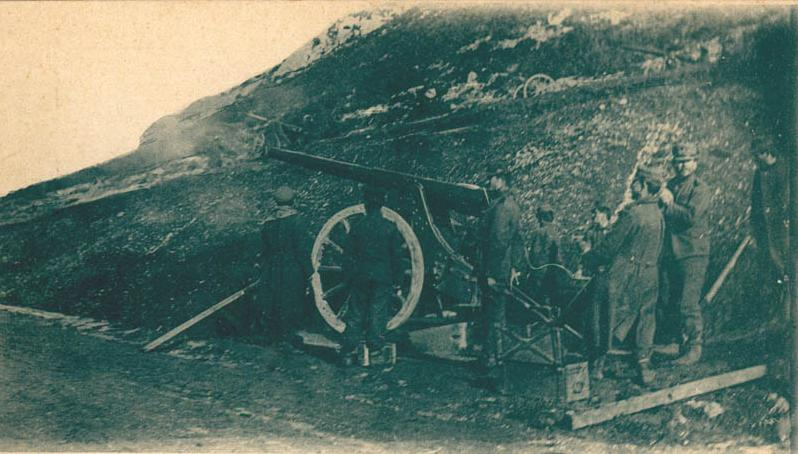
ビザニの戦いで戦闘中のギリシャ軍75mm野砲。

マケドニア戦線の決着がつくと、ギリシャ軍は、その主力を王太子自らが率いてイピロス戦線へ転進させた。そして、ビザニの戦い（en）でオスマン軍の防衛線を突破し、1913年3月6日（ユリウス暦2月22日）にヨアニナを占領した。ビザニ攻城戦の最中の1913年2月8日、ロシア人パイロットのニコライ・サコフ (Николай Ставрович Саков)が操縦するギリシャ軍の複葉機が、ビザニ要塞の城壁を爆撃しようとした際に、対空砲火によって撃墜された。これは、世界戦史上で初めての軍用飛行機の被撃墜記録であった。サコフの機はプレヴェザ（レフカダ島の北方対岸）近くに不時着し、親ギリシャの住民に救助されて修理を行い、再び離陸して基地へと戻った。ヨアニナの陥落により、ギリシャ軍はイピロス北部（アルバニアの南部）へと侵攻を続けることができ、同地域を占領した。ギリシャ軍の進軍が停止した時、その前線は北方のセルビア軍の支配地まで間近であった。

#### 海上戦闘
海上においては、ギリシャ艦隊は開戦初日から積極的な作戦行動をとった。1912年10月6日から10月20日の間に、エーゲ海の東部と北部に浮かぶほとんどの島々を、ギリシャ海軍と陸軍の分遣隊が占領した。そして、リムノス島のマウドロス湾に前進基地を設営し、ダーダネルス海峡を制圧下に置いた。11月8日には、ニコラオス・ヴォツィス (en)海軍大尉を艇長とするギリシャ水雷艇11号が、サロニカ港に夜陰に紛れて潜入、オスマン装甲艦「フェトヒ・ビュレント」を撃沈する戦果をあげて、大いにギリシャ海軍の士気を高めた。

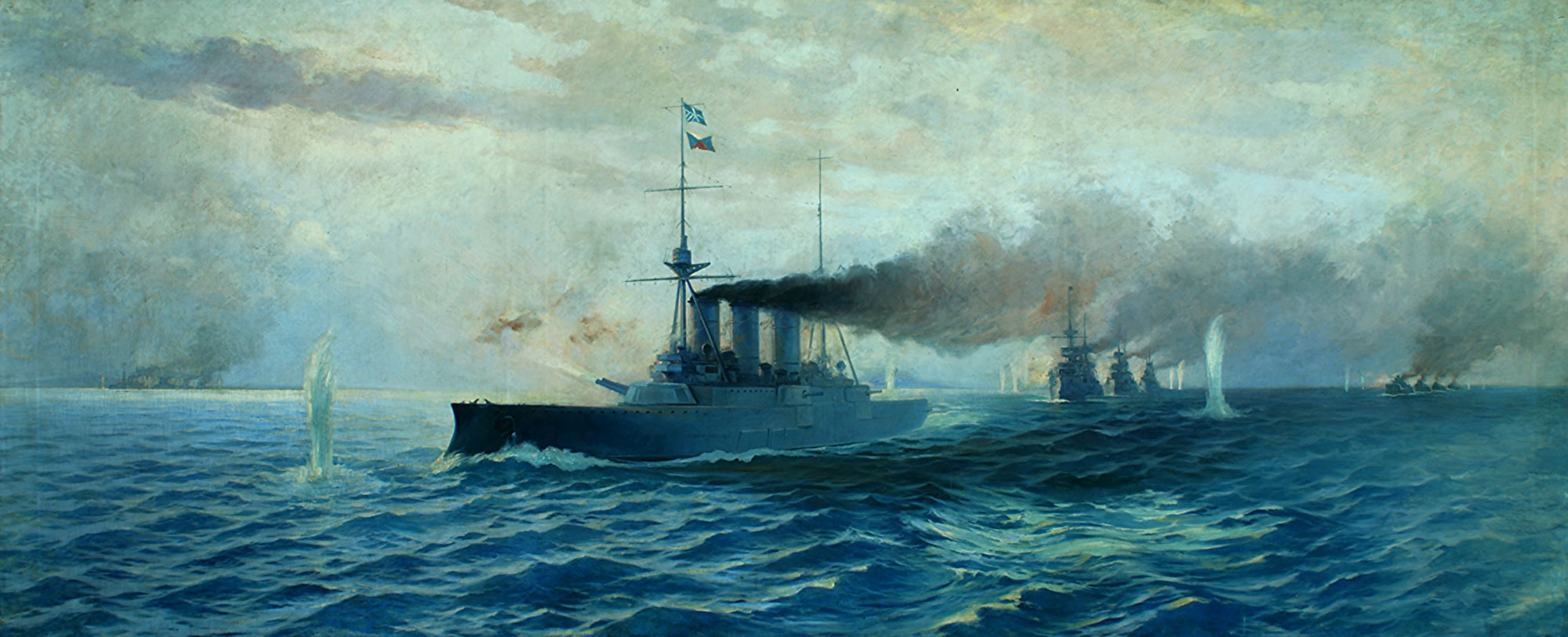
ヘレス岬沖海戦におけるギリシャ艦隊を描いた絵。先頭が「アヴェロフ」で、後に続くのはイドラ級海防戦艦の各艦。

一方、オスマン帝国海軍は、当初はダーダネルス海峡の内側に引きこもっていたが、陸上の戦況が悪化すると、増援部隊を緊急輸送するためにエーゲ海への侵入を試みた。その結果、1912年12月16日（ユリウス暦12月3日）にヘレス岬沖海戦 (en:Battle of Elli) が起きたが、ギリシャ側提督のパヴロス・クンドゥリオティス (en) 少将の卓越した戦術指揮と、ギリシャ艦隊旗艦「イェロギオフ・アヴェロフ」の高速性能の前に、オスマン帝国艦隊は敗れ去った。
ギリシャ艦隊による封鎖を突破するための次の策として、オスマン帝国海軍は、防護巡洋艦「ハミディイェ」をエーゲ海に潜入させて、通商破壊を行わせることを考えた。ギリシャ側で「ハミディイェ」に対抗可能な大型高速艦は「アヴェロフ」しかないため、「アヴェロフ」を釣りだして封鎖艦隊に隙を作ることができると期待したのである。出撃した「ハミディイェ」はギリシャ側の警戒線をすりぬけて、ギリシャの小港シロス（en）を砲撃、碇泊中の商船1隻を撃沈した。その後、エーゲ海から地中海東部へと進出するべく航行を続けた「ハミディイェ」だったが、ギリシャの小艦艇に追われて紅海へと逃げ込んだ。ところがオスマン側の期待した「ハミディイェ」追撃命令は、ギリシャのクンドゥリオティス少将には下ったものの、彼はこの命令を拒絶してしまった。そのため、4日後の1913年1月18日（ユリウス暦1月5日）にオスマン主力艦隊は再びエーゲ海への侵入を試みたが、リムノス島沖海戦 (en:Battle of Lemnos (1913))で「アヴェロフ」以下のギリシャ艦隊に阻止されてしまったのだった。リムノス島沖海戦での敗北を最後に、オスマン帝国海軍はダーダネルス海峡突破を断念し、ギリシャのエーゲ海での制海権が確立された。後に、ブルガリア第2軍司令官イワノフ将軍は、ギリシャ海軍がバルカン同盟の勝利に関して果たした役割について、「全ギリシャ艦隊の活動は、同盟軍の勝利の最も重要な要素であった」と指摘している。

### セルブ・モンテネグロ戦域

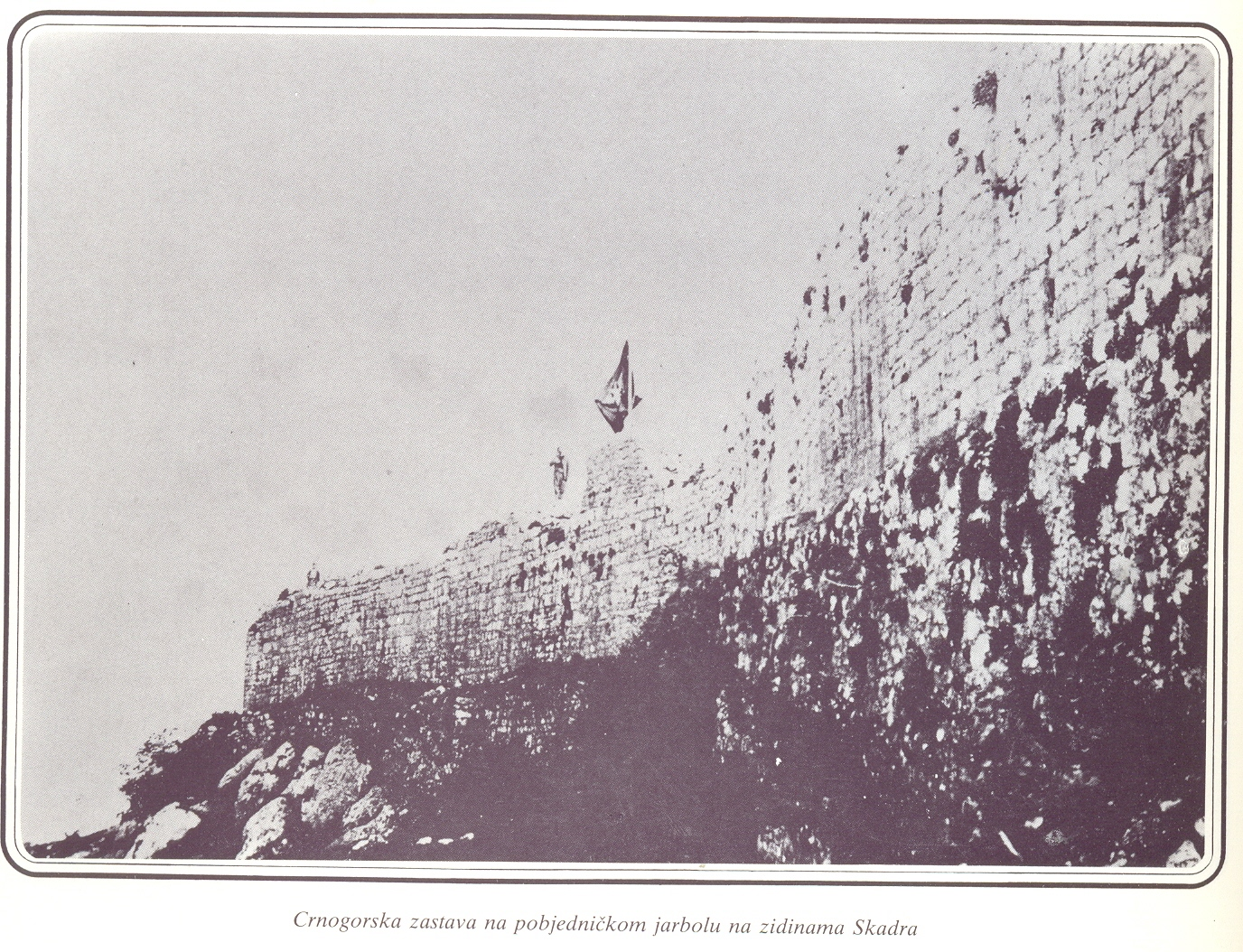
オスマン帝国軍が立てこもったシュコドラの城壁。

ラドミル・プトニク将軍（後に公爵）指揮するセルビア軍は、ワルダル・マケドニア（現在のマケドニア共和国領域）で3度の決定的勝利を収め、この地域のオスマン軍を巧みに撃滅、第一の戦争目的であるマケドニア北部占領を達成した。また、セルビア軍は、モンテネグロ軍のサンジャク制圧を支援し、ブルガリアに対してもアドリアノープル攻略戦支援のため2個師団を派遣した。セルビア軍のマケドニア方面での最後の作戦は、アルバニア中部へ撤退しようとするオスマン帝国ワルダル軍の残党の阻止だった。このモナスティルの戦いの後、セルビア首相のニコラ・パシッチ（en:Nikola Pašić）は、プトニク将軍に対し、他国に先んじてサロニカを攻略するよう指示した。しかし、賢明にもプトニク将軍はこの指示を拒否し、代わりに軍をアルバニアへと西進させた。プトニクは、サロニカを巡ってギリシャとブルガリアが衝突することを予想し、そうさせることがセルビアのワルダル・マケドニア支配には好都合と読んだのであった。
その後、列強の干渉を受けてセルビア軍はアルバニア北部およびサンジャクから撤収することになったが、モンテネグロ軍のシュコドラ攻囲戦（en）の支援のため重砲は残置された。1913年4月23日、ついに兵糧が切れたオスマン軍が開城に応じ、シュコドラは陥落した。

## 戦争結果とその後
ロンドン条約の締結により、1913年5月30日に第一次バルカン戦争は終結した。この講和の結果、停戦時点での前線がスタトゥス・クオに基づいて新国境線となり、エネズ（en）とミディエ（現クユキョイ en、古名：ミディア、クルクラーレリ県の都市）を結ぶ線より西側のオスマン帝国領は、すべてバルカン同盟に割譲された。また、ロンドン条約では、アルバニアの独立も承認された。アルバニアの国土の大半を占領下においていたギリシャとセルビアの両国は、不承不承ながら撤兵に同意した。
一方、マケドニアの処分を巡っては、ブルガリアとセルビア、ギリシャが対立して結論に達しなかった。北部マケドニアに関してはブルガリアとセルビア、南部マケドニアに関してはブルガリアとギリシャの主張が食い違っていた。ブルガリアは軍事的手段による解決をも辞さず、その軍隊の動員解除に応じなかった。ブルガリアとの武力衝突の兆しに、ギリシャとセルビアは双方の相違点について妥協することにし、1913年5月1日に軍事同盟を結んだ。5月19日には相互友好防衛条約が締結された。こうして、第二次バルカン戦争の舞台が整ったのであった。

## 列強の反応
戦争に至る過程は列強諸国の関心をあまり引かないで進行したが、列強諸国も東方問題に関して建前上は一応の共通意識を持っており、バルカン諸国に対して厳しい警告を発することにした。しかし、内心では、列強各国はそれぞれにバルカン地域について利害対立があり、異なった外交戦略上の対応を採っていった。そのため、建前に基づいた共同警告の効果は打ち消され、戦争の勃発阻止や終結実現には結びつかなかった。
- ロシア帝国は、バルカン同盟結成の原動力であり、バルカン同盟を自己の仮想敵国であるオーストリア＝ハンガリー帝国と戦う場合の重要な駒と位置づけていた[31]。しかし、ロシアは、ブルガリアがトラキアとイスタンブールまでも獲得を計画していることには気づいていなかった。実は、これらの地域はロシア自身も長年に渡って狙っていた領土だったのである。ちなみに、ロシアがフランスおよびイギリスとの三国協商を強化してきたのは、これらの地域獲得のためで、後には中央同盟国との第一次世界大戦まで招く原因となるのである。

- フランス第三共和国は、1912年時点ではドイツとの戦争準備は不十分であると考えていたため、戦争には総じて消極的な姿勢であった。フランスは、同盟国のロシアに対しては、仮にバルカン同盟の行動がきっかけでロシアとオーストリアが開戦した場合、参戦する能力は無いと伝えていた。しかしながら、フランスは、バルカンでの戦争勃発阻止のための国際行動に、イギリスを引き入れることはできなかった。

- イギリス帝国は、公式にはオスマン帝国存続の親身な支援者であったが、背後では密かにギリシャのバルカン同盟入りを勧めていた。イギリスは、ギリシャを同盟入りさせることで、ロシアの影響力に対抗しようと考えていたのである。また、ロシアのトラキア領有を容認する一方、ブルガリアに対してもトラキア獲得を後押しし、ロシアよりも優先させるとの保障を与えていた。

- オーストリア＝ハンガリー帝国は、アドリア海からの出口確保を目指し、南方のオスマン支配地への領土拡大を目論んでいた。そのため、これらバルカン半島地域での領土拡大を狙う国々すべてと対立関係にあった。また、内政でも、ハプスブルク家は、ドイツ系・ハンガリー系による二重帝国支配に反発するスラブ系住民が相当数に上るという問題を抱えていた。オーストリアは、オーストリア領のボスニア・ヘルツェゴビナ獲得意欲をあらわにしているセルビアを敵国とし、さらにスラブ系住民の扇動工作を行うロシアの最大の手先とみなしていた。しかし、オーストリアは、ドイツに断固たる対応で協同歩調を取らせることができなかった。はじめこそ、ドイツ皇帝ヴィルヘルム2世は、オーストリアのフランツ・フェルディナント大公に対し、オーストリア支援のためなら世界大戦も辞さないと伝えていたが、オーストリア国民は世界大戦にはためらいを覚えた。最終的に、ドイツ帝国は、1912年12月8日の戦争評議会（en）において、少なくとも1914年半ばまでは戦争準備が完成しないとの結論を出し、オーストリアへもこれを通告することにした。その結果、セルビアが10月18日のオーストリアの最後通牒を受け入れてアルバニアから撤退したとき、オーストリアは何らかの実力行動を採ることは不可能な状況だったのである。

- ドイツ帝国は、オスマン帝国の内政にまで深くかかわっており、建前上はオスマン帝国に対する戦争には反対の立場であった。しかし、ドイツはブルガリアを中央同盟国に加えようと画策しており、「ヨーロッパの病人」（en）と揶揄される弱体化したオスマン帝国に替えて、親独的な大ブルガリアをかつてのブルガリア公国の版図で確立する構想も検討しつつあった。この大ブルガリア構想は、ドイツ系のブルガリア国王フェルディナントの存在と、その反ロシア的感情に基づいたものである。

結論として、1914年のサラエボ事件で再燃したオーストリアとセルビアの緊張関係が、オーストリア最後通牒で頂点となった7月危機に際し、列強諸国のいずれも十分な戦備は無い状態で第一次世界大戦へと突入していったのであった。

## 主要な戦闘
| 第一次バルカン戦争における主要な戦闘           |                              |                                                      |                |                                        |                   |                              |
| 戦いの名称                                     | 攻撃側                       | 指揮官                                               | 防衛側         | 指揮官                                 | 日時              | 勝者                         |
| サランダポロンの戦い（en）                     | ギリシャ王国                 | コンスタンティノス王太子                             | オスマン帝国   |                                        | 1912年10月22日    | ギリシャ王国                 |
| イェニジェの戦い（en）                         | ギリシャ                     | コンスタンティノス王太子                             | オスマン帝国   | ハサン・タフスィン・パシャ             | 1912年11月1日     | ギリシャ王国                 |
| クマノヴォの戦い（en）                         | セルビア王国                 | ラドミル・プトニク将軍（戦闘後にヴォイヴォダとなる） | オスマン帝国   | ハレプリ・ゼキ・パシャ                 | 1912年10月23日    | セルビア王国                 |
| クルク・キリセの戦い（en）                     | ブルガリア王国               | ラトコ・ディミトリエフ将軍, イヴァン・フィチェフ将軍 | オスマン帝国   | マフムード・ムフタル・パシャなど       | 1912年10月24日    | ブルガリア王国               |
| ベシプナルの戦い en                            | オスマン帝国                 | エサド・パシャ                                       | ギリシャ王国   | コンスタンティノス・サプンツァキス中将 | 1912年11月6-12日  | ギリシャ王国                 |
| プリレプの戦い（en）                           | セルビア王国                 |                                                      | オスマン帝国   |                                        | 1912年11月3日     | セルビア王国                 |
| ルレ・ブルガスの戦い Battle of Lule-Burgas     | ブルガリア王国               | ラトコ・ディミトリエフ将軍, イヴァン・フィチェフ将軍 | オスマン帝国   | アブドゥッラー・パシャ                 | 1912年10月28-31日 | ブルガリア王国               |
| ソロヴィッチの戦い（en）                       | ギリシャ王国                 |                                                      | オスマン帝国   |                                        | 1912年11月15日    | オスマン帝国                 |
| モナスティルの戦い（en）                       | セルビア王国                 | ペータル・ボヨヴィッチ将軍                           | オスマン帝国   | ハレプリ・ゼキ・パシャ                 | 1912年11月16-19日 | セルビア王国                 |
| ヴァルナ沖海戦                                 | ブルガリア王国               | ディミタル・ドブレフ大佐                             | オスマン帝国   | ヒュセイン・ラウフ・ベイ               | 1912年11月21日    | ブルガリア王国               |
| ヘレス岬沖海戦（en）                           | ギリシャ王国                 | パヴロス・クンドゥリオティス (en) 少将               | オスマン帝国   | ラーミズ・ベイ                         | 1912年12月16日    | ギリシャ王国                 |
| ブライルの戦い Battle of Bulair                | オスマン帝国                 | フェトヒ・ベイ                                       | ブルガリア王国 | ゲオルギ・トドロフ将軍                 | 1913年1月26日     | ブルガリア王国               |
| シャルキョイ上陸作戦（en）                     | オスマン帝国                 | エンヴェル・ベイ                                     | ブルガリア王国 | スティリヤン・コヴァチェフ将軍         | 1913年1月26-28日  | ブルガリア王国               |
| リムノス島沖海戦（en）                         | ギリシャ王国                 | パヴロス・クンドゥリオティス少将                     | オスマン帝国   | ラーミズ・ベイ                         | 1913年1月18日     | ギリシャ王国                 |
| ビザニの戦い（en）                             | ギリシャ王国                 | コンスタンティノス王太子                             | オスマン帝国   | エサド・パシャ                         | 1913年5月5-6日    | ギリシャ王国                 |
| アドリアノープル攻囲戦（Battle of Adrianople） | ブルガリア王国・セルビア王国 | ゲオルギ・ヴァゾフ将軍, ステパ・ステパノヴィッチ将軍 | オスマン帝国   | シュクリュ・パシャ (tr)                | 1913年3月11-13日  | ブルガリア王国・セルビア王国 |